# Luta armada contra a ditadura militar brasileira
A luta armada contra a ditadura militar brasileira consistiu em uma série de ações promovidas por diversos grupos de esquerda, especialmente entre 1968 e 1972, período marcado pelo endurecimento do regime. Embora tenha assumido um caráter de resistência, a maior parte dos grupos que integraram a luta armada não tinha como objetivo o retorno à ordem democrática anterior ao golpe militar, mas sim a realização de uma revolução socialista no Brasil, inspirando-se na Revolução Chinesa e na Revolução Cubana. Apesar de algumas ações realizadas entre 1965 e 1967, o confrontamento aprofundou-se após a proclamação do Ato Institucional nº 5 (AI-5) em 1968 e, com o acirramento do autoritarismo do regime militar, diversas organizações se convenceram de que somente o recurso às armas poderia derrubar a ditadura. Neste cenário, lançaram-se à luta armada dezenas de organizações, das quais destacaram-se a Ação Libertadora Nacional (ALN), o Comando de Libertação Nacional (COLINA), o Movimento Revolucionário 8 de Outubro (MR-8), o Partido Comunista do Brasil (PCdoB), a Vanguarda Popular Revolucionária (VPR) e a Vanguarda Armada Revolucionária Palmares (VAR-Palmares).
Embora almejassem iniciar a guerrilha rural, as organizações revolucionárias se notabilizaram por suas ações urbanas. Vistas como atos de propaganda armada da revolução, estas ações — que incluíam assaltos a agências bancárias e a carros pagadores, roubos de armamentos do Exército e, posteriormente, o sequestro de embaixadores e diplomatas com objetivo de trocá-los por presos políticos — serviam para arrecadar fundos para desencadear a guerrilha no campo e sustentar a infraestrutura clandestina destas organizações.
A guerrilha urbana, qualificada como terrorismo pelo governo ditatorial e pela imprensa do país, inicialmente surpreendeu o aparelho repressivo do Estado, que, no entanto, não tardou em aperfeiçoar-se e profissionalizar-se no combate aos guerrilheiros. Para isso, o alto comando militar iniciou a construção de uma estrutura policial e burocrática calcada na espionagem, na coleta de informações, em operações policiais voltadas à captura e ao interrogatório de opositores políticos do regime através do uso sistemático da tortura.
A despeito de seu sucesso inicial, as organizações revolucionárias foram caminhando para um crescente isolamento social, que piorou muito após a escalada repressiva e a campanha de desinformação perpetrada por alguns setores da ditadura, que chegaram a realizar atentados terroristas de bandeira falsa contra civis e militares, que foram efetuados por paramilitares ligados à autoridades do próprio governo federal, com a finalidade de erodir o apoio popular aos revoltosos e justificar o aprofundamento do autoritarismo. As ações armadas nas cidades duraram pouco tempo. De todas as organizações envolvidas na luta armada, apenas o PCdoB conseguiu promover efetivamente a guerrilha rural. O desmantelamento da guerrilha do Araguaia em 1974 marcou a desarticulação total da luta armada no Brasil, ao custo de centenas de mortos, exilados e desaparecidos durante a ditadura.

## Contexto

### Hegemonia do PCB
Até 1964, a força hegemônica da esquerda no Brasil era o Partido Comunista Brasileiro (PCB), que, embora ilegal, viveu seu ápice durante o breve período democrático de 1945 a 1964. Nessa época, o partido contava com muitas adesões e as suas ideias influenciaram a luta política e sindical e parte das elites intelectuais. O programa do PCB era basicamente reformista, uma vez que visava a realização de uma revolução burguesa no Brasil. Os comunistas entendiam que a sociedade brasileira ainda apresentava características feudais no campo, o que impedia o desenvolvimento das forças produtivas capitalistas. Segundo a avaliação do PCB, o setores feudais contavam com o apoio dos imperialistas estrangeiros, que não teriam interesse no desenvolvimento autônomo da economia brasileira. Sendo assim, os comunistas propunham uma aliança com a burguesia nacional e outros setores progressistas da sociedade, para levar a cabo uma revolução democrático-burguesa, etapa necessária para a realização de uma futura revolução socialista. O programa dos comunistas tinha muitos pontos em comum com as propostas defendidas pelo Partido Trabalhista Brasileiro (PTB), do então presidente João Goulart. Na época, os dois grupos se empenharam na luta pela realização das chamadas reformas de base.

### Impacto das revoluções cubana e chinesa
A vitória da Revolução Cubana e a proclamação de seu caráter socialista, no entanto, puseram em cheque as teses do PCB e colocaram a revolução no horizonte político da América Latina. O movimento guerrilheiro de Fidel Castro contou com a ampla simpatia das mais diversas tendências de esquerda, nacionalistas e anti-imperialistas, aparecendo como uma alternativa para aqueles que se contrapunham às diretrizes da União Soviética. Inspiradas pelos sucessos revolucionários em Cuba, duas organizações surgiram em contraposição ao PCB: a Ação Popular (AP) e a Política Operária (POLOP). A AP surgiu em 1962 como uma organização autônoma, com influência no movimento estudantil, chegando a manter a diretoria da União Nacional dos Estudantes (UNE) e de outras entidades estudantis durante a década de 1960. Com raízes no interior da Juventude Universitária Católica (JUC), a AP defendia a criação de uma alternativa política ao capitalismo e ao comunismo soviético, inspirada num humanismo cristão e com influências castristas. A POLOP, por sua vez, nasceu em 1961, agrupando elementos de várias pequenas tendências que se opunham ao PCB, com influência também entre os meios universitários. A POLOP contestava o reformismo do PCB e defendia a luta armada revolucionária pelo socialismo. Também influenciado pela Revolução Cubana, Francisco Julião, líder das Ligas Camponesas, fundou em 1961 o Movimento Revolucionário Tiradentes (MRT), que pretendia ser o embrião de uma guerrilha rural. O MRT chegou a enviar militantes para realizar treinamento guerrilheiro em algumas fazendas espalhadas pelo país, mas um dos campos de treinamento, em Dianópolis, no estado de Goiás, foi descoberto pela polícia em novembro de 1962 e o projeto guerrilheiro foi desarticulado antes de ser efetivamente deflagrado.
A ruptura sino-soviética em 1963 também possibilitou a percepção do maoísmo como uma alternativa ao movimento comunista internacional. Já em 1962, o PCB passou por uma cisão, que resultou na formação do Partido Comunista do Brasil (PCdoB). O novo partido logo voltou-se para a China maoísta, criticando o reformismo do PCB e defendendo a luta armada. No entanto, mesmo sem ser descartada, a luta armada não constituía, efetivamente, uma opção política imediata ou consistente para a maior parte das esquerdas no período anterior à 1964. Mesmo assim, o foquismo e o maoísmo ofereciam novas perspectivas para as esquerdas brasileiras, uma vez que o foquismo "adaptava" a revolução para a realidade latino-americana e o maoísmo, por sua vez, legitimava a revolução em um país de fortes tradições rurais.

### Golpe militar de 1964 e fragmentação das esquerdas
Com o golpe militar de 1964 e a derrota sem resistência por parte das forças progressistas, os partidos e movimentos de esquerda tradicionais entraram em crise e passaram por um processo de autocrítica. Para uma parcela considerável das esquerdas, a derrota de 1964 confirmou os equívocos da linha política pacifista e reformista adotada pelo PCB, que logo foi responsabilizado pela desmobilização dos trabalhadores e das forças progressistas no momento do golpe. Se o reformismo do PCB desviou a classe operária de seu pretenso destino revolucionário e não conseguiu deter as forças da reação, a luta armada e o enfrentamento ao regime militar se colocavam enquanto possibilidades para grande parte da esquerda naquele momento. A direção do PCB, por sua vez, não soube lidar com a derrota e nem foi capaz de realizar uma autocrítica profunda de sua própria atuação antes de 1964. Entre 1965 e 1968, as bases universitárias romperam com o partido e formaram dissidências locais (DIs). No estado do Rio de Janeiro surgiu a DI-RJ; na Guanabara, a Dissidência Comunista da Guanabara (DI-GB) (ambas posteriormente denominadas Movimento Revolucionário 8 de Outubro — MR-8); no Rio Grande do Sul, a DI-RS; em São Paulo, a Dissidência Universitária de São Paulo (DISP); e em Minas Gerais, a chamada Corrente. Na própria cúpula do PCB houve cisões, capitaneadas por Carlos Marighella, que criou a Ação Libertadora Nacional (ALN), e pelo dirigente Mário Alves, que deu origem ao Partido Comunista Brasileiro Revolucionário (PCBR). As duas organizações levaram consigo militantes do PCB em todo o país, organizando-se nacionalmente, embora o ALN tivesse sua força principal concentrada em São Paulo e o PCBR, na Guanabara. Estima-se que o PCB, até 1968, perdeu pelo menos metade de seus integrantes remanescentes, que debandaram para as organizações que propunham a resistência armada imediata.
Até mesmo os grupos minoritários de esquerda passaram por diversas cisões no período. A suposta morosidade na preparação da resistência armada ao regime militar também causou cisões no interior do PCdoB, que, entre 1966 e 1967, perdeu mais da metade de seus membros, os quais constituíram, no Nordeste, o Partido Comunista Revolucionário (PCR), e, no Centro-Sudeste, a Ala Vermelha do PCdoB (PCdoB-AV ou ALA), que, por sua vez, também sofreria cismas que gerariam o Movimento Revolucionário Tiradentes (MRT) em São Paulo e o Movimento Revolucionário Marxista (MRM) em Minas Gerais. Entre os demais grupos minoritários de esquerda, a AP adotou o maoísmo, desagradando suas bases e setores da organização que optaram por uma linha política mais próxima do foquismo, que se juntaram a outros revolucionários para fundar, entre 1968 e 1969, o Partido Revolucionário dos Trabalhadores (PRT). No decorrer da luta armada, também houve militantes que trocaram a AP por outros grupos guerrilheiros. A POLOP também enfrentou cisões, que mais tarde dariam origem ao Comando de Libertação Nacional (COLINA), em Minas Gerais; ao Partido Operário Comunista (POC) no Rio Grande do Sul; e, em São Paulo, uma dissidência da POLOP fundiu-se com uma parcela do Movimento Nacionalista Revolucionário (MNR) para dar origem, em 1968, à Vanguarda Popular Revolucionária (VPR).

## Pressupostos teóricos dos grupos revolucionários

### Convergências
Críticas ao PCB
As organizações da esquerda armada, apesar de bastante fragmentadas, compartilhavam uma série de pressupostos teóricos comuns. Todas elas faziam severas críticas à linha política e à prática que vinha sendo adotada pelo PCB até então. Esses grupos consideravam que a análise do PCB acerca da realidade brasileira era equivocada e levou a um posicionamento igualmente incorreto na luta política. De uma forma ou de outra, essas organizações justificavam a necessidade do enfrentamento armado ao invés da adoção de uma linha política pacífica e reformista, além de negarem o papel revolucionário da burguesia nacional. O espaço de experiência do período pré-1964 deveria ser descartado e os erros cometidos pelo PCB e pelas lideranças políticas reformistas não deveriam ser repetidos.
Leitura da realidade brasileira
Com algumas nuances, as organizações da esquerda armada analisavam a realidade brasileira de modo semelhante. Acreditavam que a economia brasileira vivia um processo irreversível de estagnação, e não haveria nenhuma alternativa de desenvolvimento possível enquanto o país estivesse submetido ao imperialismo, que por sua vez, era garantido pela força repressiva do regime militar. Desse modo, colocava-se como tarefa central dos revolucionários derrubar a ditadura e expulsar os imperialistas, que aliados aos setores das classes dominantes locais, impediam o desenvolvimento das forças produtivas. A partir dessa leitura, criou-se o que o historiador Daniel Aarão Reis chamou de "utopia do impasse": a conjuntura brasileira já apresentaria traços "pré-revolucionários", o governo não tinha condições históricas de oferecer alternativas políticas e econômicas ao país, e as massas populares, desiludidas com os programas reformistas, tenderiam a adotar posições mais radicais e passariam ao enfrentamento armado junto aos revolucionários.
Postura antiteoricista
Outro aspecto relevante das organizações armadas era a postura antiteoricista. Os revolucionários julgavam que o desencadeamento da revolução viria da própria ação revolucionária, e não havia tempo a perder com maiores discussões teóricas. A teoria da revolução brasileira se daria no próprio desenvolvimento da luta armada, e não em discussões de cúpula. Essa postura era uma reação à prática tradicional de longas discussões teóricas realizadas pelo PCB e outras organizações de esquerda anteriores ao golpe. Essa prática, segundo os revolucionários, levaria ao burocratismo e ao imobilismo político, responsável pela derrota das esquerdas em 1964.
Guerrilha rural como objetivo
Ainda que atuassem nas cidades, todas as organizações armadas tiveram a guerrilha rural em seu horizonte. Embora tenham se notabilizado por suas ações nas cidades, a guerrilha urbana era encarada como uma forma de propaganda armada e levantamento de fundos para iniciar a guerrilha no campo e manter o funcionamento clandestino das organizações. Previa-se que, no futuro, a guerrilha urbana teria a função secundária de desorganizar as forças repressivas, mantendo-as ocupadas nas cidades e impedindo-as de se deslocarem para reprimir a guerrilha iniciada no campo. Segundo a avaliação dos grupos guerrilheiros, a maior parte da população do Brasil provinha das zonas rurais e estava submetida às formas mais atrasadas de opressão e exploração, o que lhes proporcionaria um sentimento revolucionário imediato. O camponês era visto como o elo mais frágil dentro da cadeia imperialista, e por isso mesmo, a revolução deveria ser iniciada através da guerrilha rural. No decorrer do processo revolucionário, o camponês encontraria no operário urbano o seu aliado natural. Essa análise, no entanto, denunciava a falta de uma leitura mais aprimorada das relações de trabalho no campo e das transformações econômicas que o país vivia, sobretudo no que diz respeito ao avanço do capitalismo no meio rural: no decorrer da década de 1960, a penetração das relações de trabalho capitalistas no campo redundou na transformação da maioria dos colonos, parceiros e moradores em boias-frias, ao invés de assalariados fixos nas fazendas. Esse tipo de trabalho era mais conveniente para a valorização do capital e também era compatível com outras formas de sociabilidade, como o colonato e a parceria. De um modo geral, os guerrilheiros urbanos demonstravam desconhecer a realidade rural na qual pretendiam iniciar a sua revolução.

### Divergências
Apesar desses pontos em comum, uma série de divergências tornou inconcebível às esquerdas armadas uma unificação a curto prazo, apesar de eventuais articulações em frentes para a realização da ações armadas conjuntas. As principais divergências se davam em torno do caráter da revolução brasileira, do tipo de organização necessária à revolução e das formas de luta a serem empreendidas pelos revolucionários.
Etapismo vs. socialismo imediato
No que diz respeito ao caráter da revolução brasileira, a principal divergência se dava entre aqueles que defendiam a tese etapista do PCB e os que defendiam o caráter imediatamente socialista da revolução. Grupos como a ALN e o MNR, por exemplo, adotaram um esquema analítico semelhante ao do PCB, segundo o qual a primeira etapa da revolução seria democrático-burguesa ou de libertação nacional, superando os entraves impostos ao desenvolvimento nacional pelas relações feudais no campo e pela presença do imperialismo na economia. No entanto, ao contrário do PCB, que propunha implicitamente a condução do processo revolucionário pela burguesia nacional, as organizações armadas que partiam dessa análise procuravam congregar o maior número possível de forças sociais no processo revolucionário de libertação nacional, porém sob a liderança de grupos guerrilheiros mais identificados com as classes oprimidas, em especial operários e camponeses. A partir dessa perspectiva, grupos como a ANL, MNR, PCBR e a Ala Vermelha pretendiam a derrubada da ditadura militar, a expulsão dos imperialistas e a criação de um governo popular revolucionário. Já grupos como o PRT, POC, VPR, MR-8 e VAR-Palmares, influenciadas pelas teses da POLOP anteriores ao golpe de 1964 e pela chamada teoria da dependência, defendiam o caráter imediatamente socialista da revolução. Segundo esses grupos, haveria uma integração entre a burguesia nacional, os imperialistas e os latifundiários, estando o capitalismo plenamente constituído no Brasil e, sendo assim, com a burguesia já constituída enquanto uma classe no poder. As forças motrizes da revolução seriam os trabalhadores da cidade e do campo, razão pela qual a revolução brasileira deveria ser necessariamente socialista. Enquanto os primeiros grupos opunham a pátria ao imperialismo, os defensores do caráter imediatamente socialista da revolução consideravam que a principal contradição existente na sociedade brasileira era a que opunha a burguesia ao proletariado.
Dispensabilidade do partido de vanguarda
Em relação à organização, as posições polarizavam-se quanto à necessidade ou não da estruturação de um partido nos moldes marxistas-leninistas clássicos para fazer a revolução, partindo da guerra de guerrilhas no campo e das ações armadas nas cidades. Dentre os defensores do partido de vanguarda na condução da luta armada estavam o PCdoB, a Ala Vermelha, o PRT e o POC. Caberia ao partido coordenar a guerrilha rural e a luta armada urbana, bem como as ações das massas nas cidades e no campo, dirigindo o processo revolucionário. Outras organizações, como a ALN, VPR, MNR e COLINA não julgavam ser o partido essencial para deflagrar a revolução, embora admitissem a emergência de um partido de vanguarda em uma etapa posterior, tal como ocorreu na Revolução Cubana. Sobretudo a ANL, de Carlos Marighella, notabilizou-se por sua oposição radical à estrutura partidária clássica. Apesar dessas divergências, permanecia o caráter de vanguarda dessas organizações. Apesar dessas diferenças organizativas, em geral, os grupos armados estruturavam-se de maneira semelhante, normalmente em setores de trabalho urbano de massas, de preparação da guerrilha rural e de logística. Cada setor tinha seu representante na direção regional, que muitas vezes se confundia com a própria direção nacional. Por questões de segurança, os setores da organização, em teoria, não deveriam conhecer-se uns aos outros, e os contatos entre as partes de cada organização eram feitos através de "pontos" de encontro previamente marcados em locais variados. A falta de algum militante a um ponto previamente marcado significaria que ele fora preso. Paralelamente à militância propriamente dita, a maioria dos grupos tinha organizações parapartidárias, ou seja, grupos de simpatizantes organizados, que muitas vezes forneciam auxílio aos guerrilheiros e eram vistos como possíveis candidatos à militância.
Foquismo vs. maoísmo
Por fim, as formas de luta a serem empreendidas no processo revolucionário também gerava divergências entre os grupos armados. As organizações geralmente se dividiam entre o foquismo e do maoísmo, ainda que alguns grupos tenham adotado posições híbridas entre eles. O foquismo partia da afirmação de que existiam, na América Latina, condições objetivas amadurecidas para o triunfo revolucionário no continente, impondo-se sobre as diferenças nacionais secundárias. As condições subjetivas para a revolução podiam ser criadas ou rapidamente completadas pela ação de um foco guerrilheiro. O foco se iniciaria com um pequeno grupo guerrilheiro, atuando entre os camponeses em regiões cujas condições naturais favorecessem a defesa contra ataques do exército. Numa segunda etapa, a guerrilha se deslocaria da região inicial, levando a luta armada a outras regiões e formando, por fim, um exército rebelde capaz de derrotar o inimigo. Na teoria do foco, o fator militar tinha primazia sobre o fator político, dada a prioridade do foco guerrilheiro sobre o partido. Essa concepção inspirou os grupos armados de tendência mais "militarista", como a ANL e a VPR, que se destacaram pelo volume de ações armadas realizadas no período em que estiveram ativas. O maoísmo, por sua vez, e em especial a sua concepção da guerra popular prolongada, tinha em comum com o foquismo a ênfase dada ao campesinato e a guerrilha rural; no entanto, o exército guerrilheiro, sob esta concepção, deveria estar sob a direção de um partido de vanguarda, que deveria preceder a guerrilha, que não surge e nem se desenvolve senão mediante o trabalho político entre os camponeses. Os grupos inspirados pelo maoísmo, como a AP, o PCdoB e a Ala Vermelha, tendiam a uma orientação mais "massista", defendendo a realização de um trabalho político junto às massas em paralelo às ações armadas na cidade e no campo. Os maoístas da AP e o PCdoB se abstiveram de ações armadas nas cidades, enquanto a Ala Vermelha tomou posições intermediárias, sem descartar as lutas de massas nas cidades e as ações de guerrilha urbana.

## Desenvolvimento da luta armada

### Primeiras ações
Ainda que fosse defendida por um grupo muito minoritário dentro da esquerda brasileira até então, a guerrilha não eclodiu antes de 1964. A luta armada propriamente dita foi fruto de impasses e dissensos causados na esquerda após o golpe militar. Somente a partir daí o projeto guerrilheiro foi adotado por numerosos militantes e quadros expressivos da esquerda brasileira. Embora tenha assumido um caráter de resistência contra a ditadura, a luta armada tinha como objetivo não o retorno à ordem anterior ao golpe, mas a realização de uma revolução socialista no Brasil.
Os grupos nacionalistas de esquerda, compostos principalmente por ex-militares de baixa patente cassados em 1964 e aglutinados em torno da liderança de Leonel Brizola, foram os primeiros a se lançar na luta armada. Organizaram o Movimento Nacionalista Revolucionário (MNR) e destacaram alguns de seus membros para estabelecer contatos com Brizola, que articulava as oposições em seu exílio no Uruguai. Embora tenha concordado com o plano de guerrilha, o ex-governador gaúcho insistiu na possibilidade de se tentar uma insurreição no Rio Grande do Sul, convencendo os emissários dos ex-militares, que passaram a conspirar pela insurreição e estabeleceram até mesmo ligações com a oficialidade da ativa. Do plano insurrecional dos exilados e dos ex-militares subalternos também participaram, direta ou indiretamente, organizações como a POLOP e a AP. Em abril de 1966, o Exército descobriu ramificações do plano insurrecional dentro das casernas, efetuou prisões de oficiais e pôs um fim na trama conspirativa. Outro esboço de levante, supostamente vinculado ao plano insurrecional de Brizola, foi a chamada guerrilha de Três Passos. Em março de 1965, o coronel do Exército Jefferson Cardim, no comando de 22 homens, atravessou o Rio Grande do Sul e Santa Catarina até o Paraná, na esperança de engrossar as fileiras dos insurretos durante o percurso, o que não aconteceu. O grupo foi dispersado no dia 27 de março, após uma troca de tiros com uma tropa do Exército.

Guerrilheiros presos na serra do Caparaó

Fracassadas as tentativas insurrecionais, os nacionalistas e os ex-militares subalternos partiram para o projeto guerrilheiro. Pretendiam lançar cinco frentes de combate: uma na divisa de Minas Gerais com Espírito Santo, na serra do Caparaó, que teria dois comandos, em pontos diferentes; as outras no Mato Grosso; no Rio de Janeiro; na fronteira do Rio Grande do Sul com Santa Catarina; e uma quinta, no sul do Maranhão. Segundo o plano, Brizola entraria no país pelo Rio Grande do Sul com a eclosão das cinco frentes guerrilheiras. Em razão de problemas diversos, apenas a frente da serra do Caparaó chegou a ser preparada, e com um único comando, ao invés dos dois previstos. Grupos de militantes do MNR, quase exclusivamente ex-subalternos das Forças Armadas, foram chegando à região no final de 1966, compondo uma coluna de 14 integrantes, chefiados por Amadeu Felipe da Luz Ferreira. Entre março e abril de 1967, a guerrilha do Caparaó terminou sem dar um tiro, com a prisão de seus membros por uma patrulha policial mineira.
De acordo com arquivos do Superior Tribunal Militar revelados após a redemocratização, foi neste período que um grupo de extrema-direita ligado à membros das forças armadas passou a executar operações de bandeira falsa com a finalidade de manipular a opinião pública e justificar o recrudescimento do autoritarismo e da repressão por parte do regime ditatorial.
Entretanto o ato de maior impacto relacionado à incipiente luta armada brasileira foi realizado em 25 de julho de 1966: uma bomba foi colocada no aeroporto de Guararapes, em Recife, visando atingir o então ministro da Guerra e candidato à Presidência, Artur da Costa e Silva. A bomba matou duas pessoas e feriu mais de dez, mas não atingiu o alvo. O atentado, à época atribuído ao PCBR, teria sido obra de Alípio de Freitas, da AP, muito embora o mesmo tenha negado qualquer envolvimento com o caso mesmo após a anistia. Membro da comissão militar e dirigente nacional da AP, Alípio encontrava-se em Recife em meados de 1966, quando se anunciou a visita de Costa e Silva, e teria decidido realizar a ação por conta própria. Morreram no atentado o almirante Nelson Gomes Fernandes e o jornalista Edson Régis de Carvalho. O resultado da ação — que ficou conhecida como Atentado do Aeroporto dos Guararapes — foi a suspensão imediata, pela direção da AP, de qualquer envolvimento da organização em atos de guerrilha urbana. Convertida ao maoísmo, a AP passou a defender a guerra de guerrilhas no campo, sem realizar ações nas cidades.

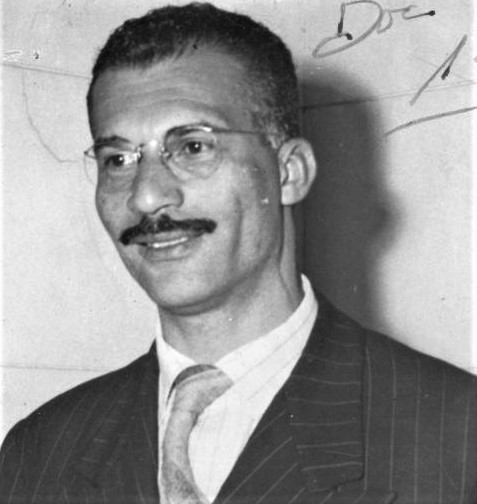
Marighella quando era deputado, por volta de 1946

Em dezembro de 1967, o primeiro assalto promovido por um grupo armado foi realizado pela ALN. Os guerrilheiros interceptaram um carro transportador de dinheiro, no bairro paulistano de Santo Amaro, à altura da estátua de Borba Gato. No comando pessoal da ação, Marighella recolheu imediatamente o dinheiro do assalto. Seguiram-se a esse outros assaltos a agências bancárias e carros pagadores, além da apreensão de explosivos utilizados em construção civil. Os assaltos chamavam a atenção pela quantidade e pelo modus operandi dos assaltantes. Até 1967, os assaltos a agências bancárias raramente passavam de dois por ano em São Paulo e os criminosos espoliavam os caixas e os clientes, ao passo que os guerrilheiros tinha como objetivo os cofres das agências. Inicialmente, os guerrilheiros não se identificavam, para que a polícia pensasse estar lidando com criminosos comuns e as organizações armadas pudessem acumular maior poder de fogo. Somente em 13 novembro de 1968 é que as autoridades irão descobrir os responsáveis pelos assaltos de "novo estilo". Na ocasião, um carro pagador do Instituto de Previdência do Estado da Guanabara (IPEG) foi interceptado por três homens armados, que se apoderaram de 120 mil cruzeiros novos. À tarde, um sargento reconheceu o carro no qual os guerrilheiros haviam realizado o assalto em um posto de gasolina. Avisados pelo sargento, os policiais prenderam o motorista, que submetido à tortura, deu informações sobre a autoria daquele ato, revelando inclusive o nome de Marighella. A partir desse momento, jornais e revistas passaram a publicar longas matérias sobre o líder comunista e chefe dos assaltos de autoria até então desconhecida. Antes disso, porém, a ALN já havia reivindicado um atentado à bomba ocorrido em março de 1968 no Consulado dos EUA em São Paulo, tornando pública a existência de um projeto de luta armada para derrubar o regime.
Até o fim de 1968, outras organizações de esquerda também já haviam realizado ações armadas. A Ala Vermelha, no final daquele ano, praticou cerca de três assaltos, confiscou dinamite de uma pedreira e roubou máquinas gráficas da loja Kelmaq, com vistas à montagem de uma oficina clandestina. O COLINA, além de assaltos e roubos de armas, também realizou, na noite de 1 de julho de 1968, o assassinato de Edward Ernest Tito Otto Maximilian von Westernhagen, major do Exército da Alemanha Ocidental, que fora confundido com Gary Prado Salmón, tido como um dos algozes de Che Guevara. As ações mais ousadas do período, porém, foram de autoria da VPR, dentre as quais figuram o roubo de dinamite e fuzis FAL do corpo da guarda do Hospital Militar, no Cambuci, em 22 de junho; o atentado contra o Quartel General do II Exército, no dia 26 do mesmo mês e que resultou na morte de Mário Kozel Filho; o assassinato do capitão norte-americano Charles Rodney Chandler, veterano da guerra do Vietnã, em 12 de outubro; e por fim, o roubo de um grande estoque de armadas da Loja Diana, no centro de São Paulo, em 11 de dezembro.

### Lutas de massa, fechamento do regime e imersão geral na luta armada
Quando instaurada em 1964, a ditadura militar procurou expurgar lideranças políticas, sindicais e militares comprometidas com o reformismo trabalhista, bem como cortar os eventuais laços organizativos entre essas lideranças e os movimentos sociais de base popular. Com o apoio das classes médias urbanas e de setores civis liberais, ancorados na imprensa e nos partidos conservadores, o governo de Castelo Branco agiu no sentido de reorientar a economia brasileira e institucionalizar o regime autoritário. Havia um consenso entre as lideranças militares e a tecnocracia ao seu redor de que era preciso uma modernização do Estado e da economia, em moldes capitalistas, visando facilitar a entrada de capitais estrangeiros. Paralelamente, o governo de Castelo Branco também tinha como objetivo o controle da inflação e a recuperação da capacidade de investimentos da União. Para tal, aplicou uma fórmula recessiva, de controle de gastos públicos e de arrocho salarial. Apesar do apoio político, as medidas adotadas pela equipe econômica de Castelo Branco não surtiram os efeitos desejados. Com a economia em crise, parte da classe média e dos setores liberais que inicialmente apoiaram o golpe logo se desiludiram com o novo governo.
Nessa conjuntura, especialmente após a edição do Ato Institucional nº 2 (AI-2), que consolidava o caráter autoritário e ditatorial do regime, vários segmentos políticos e sociais ampliaram o coro da oposição. As principais lideranças políticas pré-golpe — Carlos Lacerda, João Goulart e Juscelino Kubitschek — organizaram a chamada Frente Ampla; o Congresso resolveu voltar a fiscalizar o governo, instalando várias Comissões Parlamentares de Inquérito (CPIs), como a da desnacionalização das terras da Amazônia e do acordo entre a Time-Life e a Rede Globo; e o movimento estudantil se lançava às ruas, chamando a atenção e ganhando até algumas simpatias da imprensa liberal. A repressão e a recessão tornaram o governo impopular, sobretudo nos grandes centros urbanos, e o governo parecia acuado frente a um movimento de oposição que, ao menos inicialmente, dispunha de substancial apoio, embora fosse bastante heterogêneo.
O movimento estudantil representava a parcela mais radicalizada do movimento oposicionista. Desde 1966, os estudantes realizavam protestos públicos contra a ditadura, protagonizando conflitos com a polícia e realizando campanhas pregando o voto nulo. Dispondo de uma certa margem de ação política, sobretudo dentro das universidades, o movimento estudantil tomou para si a tarefa de criticar o regime e assumir a vanguarda da luta por mudanças sociais. Especialmente no ano de 1968, os protestos estudantis alcançaram um novo patamar. A morte do estudante secundarista Edson Luís, baleado pela polícia durante uma manifestação no Rio de Janeiro, iniciou uma série de protestos pelo país. Mais de 60 mil pessoas foram ao seu enterro e a missa de sétimo dia se transformou em um grande conflito entre estudantes e a polícia. A partir do segundo semestre de 1968, influenciados pelas revoltas estudantis na França de maio de 1968, os protestos ganharam um novo fôlego, chegando ao ápice na chamada Passeata dos Cem Mil, no dia 26 de junho, que contou com grande adesão da sociedade, de artistas e intelectuais. Durante os protestos, os estudantes conseguiram articular a luta reivindicativa com a luta política, disseminando palavras de ordem contra a ditadura a partir de questões estudantis específicas, como as reformas universitárias pretendidas pelo governo. Apesar disso, existiam divergências entre as diversas correntes do movimento estudantil. Enquanto a AP e o PCdoB defendiam o reforço das lutas de massa contra a ditadura, os grupos representados pelas dissidências universitárias do PCB eram partidários da organização da luta armada. O embate entre as diversas orientações políticas do movimento estudantil marcou o XXX Congresso da UNE, realizado clandestinamente em um sítio em Ibiúna, no interior de São Paulo, em outubro de 1968. O encontro, no entanto, terminou com a prisão de 920 estudantes, incluindo dirigentes como Luís Travassos e José Dirceu. A vaga repressiva, que se intensificara já em agosto com a ocupação militar da Universidade de Brasília (UnB), fez com que parte dos estudantes enxergassem na luta armada uma alternativa de oposição ao regime, uma vez que as grandes manifestações de rua refluíam.
Ainda em 1968, o movimento operário também voltava à cena política e social. Mesmo duramente reprimido e controlado desde o primeiro momento do golpe, os operários conseguiram se rearticular em torno de novas lideranças mais jovens e radicalizadas. O arrocho salarial promovido pelo regime começava a ser sentido pelos trabalhadores e, em abril, 15 mil metalúrgicos entraram em greve por melhores salários em Contagem, no interior de Minas Gerais. Em julho, os metalúrgicos de Osasco realizaram uma greve radicalizada, ocupando a fábrica da COBRASMA. O sindicato sofreu intervenção e o Exército lançou mão da força repressiva para desocupar a fábrica. Ambas as greves tiveram organização e orientação de agrupamentos da esquerda revolucionária, que se ramificavam nas empresas e dominavam os sindicatos de metalúrgicos. A atuação da esquerda se centralizou no aparelho sindical, através do qual preparou e dirigiu as greves. Militantes da AP, Corrente e COLINA tiveram um papel importante na organização da greve de Contagem, enquanto militantes da VPR estiveram ligados às agitações grevistas em Osasco.
Além da radicalização estudantil e operária, alimentada pelo oposicionismo crescente da classe média e pela pregação esquerdista de artistas e intelectuais, os políticos da oposição passaram a pressionar o regime. Em setembro, o deputado Márcio Moreira Alves chamou o Exército de "valhacouto de torturadores" e recomendava o boicote aos desfiles militares do Dia da Independência. O Exército se declarou ofendido, e o governo pediu que o deputado fosse licenciado para ser processado. No dia 12 de dezembro, a Câmara dos Deputados negou o pedido, por 216 votos contra 141. Foi a deixa para a proclamação do Ato Institucional nº 5 (AI-5), que colocou em recesso o Congresso Nacional e as Assembleias Legislativas dos Estados, reabriu as cassações de direitos políticos e aboliu o habeas corpus para aqueles que violassem a Lei de Segurança Nacional. Nesse momento, a censura tornou-se mais dura e impôs o controle total da imprensa, as publicações da oposição deixaram de circular e artistas foram presos e obrigados a sair do país.
Ao iniciar-se o ano de 1969, as organizações já comprometidas com a luta armada concluíram que o seu posicionamento se confirmara acertado diante do fechamento completo da ditadura militar. Do AI-5 até o fim de 1969, as esquerdas armadas beneficiaram-se numericamente com a passagem à clandestinidade de vários quadros e simpatizantes que atuavam nos movimentos de massa anteriores ao AI-5. A partir desse momento, as ações armadas se intensificaram e subiu a pressão pelo engajamento na luta armada dentro das organizações da esquerda radical ainda dedicadas ao trabalho direto com os movimentos sociais, em um movimento que Jacob Gorender chamou de "imersão geral na luta armada". Com exceção do PCB, do Partido Operário Revolucionário Trotskista (PORT), do PCdoB, da AP e do efêmero Movimento Estudantil Libertário (MEL), todas as organizações de esquerda do período realizaram algum tipo de ação armada urbana. Organizações que já realizavam ações armadas, como a ALN, COLINA e VPR cresceram rapidamente em número de adeptos. COLINA e VPR, prejudicadas pela repressão decorrente de suas ações no ano anterior, se recuperaram logo no primeiro semestre de 1969 através da fusão que deu origem à VAR-Palmares, e em julho realizaram o roubo do cofre do ex-governador paulista Adhemar de Barros, em uma ação considerada a mais lucrativa da luta armada brasileira. A ALN, por sua vez, cresceu em São Paulo, na Guanabara e em outros estados, passando a contar com um contingente razoável de quadros guerrilheiros. Organizações que ainda não haviam se engajado na luta armada, como a Dissidência Universitária da Guanabara (DI-GB, futuro MR-8) e o PCBR passaram a se organizar nesse sentido. A DI-GB criou um Grupro de Trabalhos Especiais estruturado para ações de guerrilha urbana e passou a realizar assaltos a agências bancárias e roubos de armamentos. O PCBR, a partir do Comitê Regional de Pernambuco, desencadeou algumas ações no Nordeste, que se destacaram por serem as primeiras do tipo naquela região, entre as quais constam um assalto ao Banco da Lavoura em João Pessoa, em maio de 1969, além de assaltos a agências bancárias e postos de gasolina em Recife e mesmo ações de propaganda revolucionária, como a destruição de um palanque preparado para as autoridades no desfile comemorativo do Dia da Independência. As iniciativas dos militantes nordestinos logo suscitaram a militância do Rio e da Guanabara, que não demorou para realizar ações do mesmo tipo.

Foto histórica dos 13 presos políticos trocados pelo embaixador americano Charles Burke Elbrick, na base aérea do Galeão, Rio de Janeiro, antes de partirem para o exílio no México, em setembro de 1969.

Das ações realizadas em 1969, duas ganharam destaque e chamaram a atenção pela ousadia. A primeira delas foi a invasão, por parte de doze guerrilheiros da ALN, à estação transmissora da Rádio Nacional em Piraporinha, perto de Diadema, na manhã do dia 15 de agosto. Os guerrilheiros dominaram os funcionários e transmitiram um manifesto revolucionário lido por Marighella. O jornal paulistano Diário da Noite chegou a publicar o texto integral do manifesto, fato que resultou na prisão e abertura de um inquérito contra o diretor de redação, Hermínio Sacchetta. Já no mês seguinte, no dia 4 de setembro, um comando conjunto formado pela ALN e pela DI-GB sequestrou o embaixador norte-americano Charles Burke Elbrick, exigindo, para o resgate do embaixador, a libertação de quinze prisioneiros políticos com transferência segura para o exterior e a difusão de um manifesto nos jornais e estações de rádio e televisão de todo o país, dando o prazo de 48 horas para uma resposta pública. Surpreendidos e acuados, os militares aceitaram a proposta, libertando os presos políticos e providenciando seu embarque aéreo para o México, e o manifesto assinado pelas duas organizações foi difundido pelos principais jornais e por emissoras de rádio e televisão. A partir dessa ação, a DI-GB assumiu a sigla Movimento Revolucionário 8 de Outubro (MR-8), até então utilizada pela Dissidência Universitária de Niterói, desmantelada pela repressão em abril.
As ações guerrilheiras tinham como objetivo arrecadar fundos para custear a estrutura clandestina das organizações e fazer propaganda revolucionária para as amassas. O projeto estratégico a longo prazo, porém, era lançar a guerrilha rural, considerada de fundamental importância na luta contra a ditadura. Visando esse objetivo, algumas organizações começaram a preparar a instalação de focos guerrilheiros no interior. Em 1969, a ALN preparava a transferência de guerrilheiros paulistas para o sul do Pará, região que deveria ser o ponto de convergência de guerrilhas que partiriam, simultaneamente, das áreas rurais do norte do Paraná, Dourados, Chapada Diamantina e Guapiaçu. Cada uma das colunas de guerrilheiros faria ocupações de povoados e vilas e nelas realizaria a queima dos cartórios, o ataque aos latifúndios e distribuiria gêneros alimentícios à população pobre. A VPR, reconstituída após cisão com a VAR-Palmares, estruturou um campo de treinamento guerrilheiro no Vale da Ribeira. Uma vez treinados, seus guerrilheiros deveriam ser descolados para fazendas já compradas no Maranhão e no Rio Grande do Sul, destinadas à preparação de futuras bases de irradiação da luta armada no campo. Também a VAR chegou a estruturar um campo de treinamento guerrilheiro em uma fazenda comprada no Pará, que logo foi desmantelado. Igualmente o PCBR adquiriu dois sítios no interior do Paraná, enviando alguns militantes para a região, que buscaram organizar os assalariados agrícolas e camponeses locais.

### Repressão e desmantelamento da guerrilha urbana

Cartaz da ditadura militar exibindo fotos de guerrilheiros procurados, classificando-os como terroristas. Da esquerda para a direita, em sentido horário: Carlos Lamarca, Iara Iavelberg, James Allen da Luz e Mariano Joaquim da Silva.

As ações armadas urbanas, logo qualificadas pelo governo e pela grande imprensa como terrorismo, inicialmente surpreenderam o aparelho repressivo do Estado. Até o final da década de 1960, as polícias estaduais, através dos Departamentos de Ordem Política e Social (DEOPS), eram as responsáveis pelas operações de repressão política. Não havia, portanto, um sistema nacional, militarizado e integrado de repressão policial. Os serviços de inteligência das Forças Armadas também se mostravam bastante fragmentados, dividindo as funções entre o Centro de Informações da Marinha (CENIMAR), Centro de Informações da Aeronáutica (CISA) e o Centro de Informações do Exército (CIE). A superposição de agências e comandos no combate à guerrilha urbana, a ausência de uma Polícia Federal estruturada nacionalmente e a ineficiência dos DEOPS dificultavam o combate à luta armada, uma vez que vários procedimentos e metodologias eram aplicadas e não havia uma efetiva troca de informações que permitisse uma ação de âmbito nacional e integrada. O combate às guerrilhas exigia a existência de um aparato repressivo centralizado. Uma vez que São Paulo era o local onde havia a maior profusão de ações armadas, fundou-se ali, em 29 de junho de 1969, a Operação Bandeirantes (OBAN), iniciativa conjunta do general José Canavarro Pereira, comandante do II Exército, e da Secretaria de Segurança Pública do Estado de São Paulo. Os quadros da OBAN foram preenchidos por oficiais e subalternos das Forças Armadas e da Força Pública de São Paulo, bem como por delegados, investigadores e burocratas ligados à Secretaria de Segurança. A OBAN tinha caráter extralegal e sua estrutura foi financiada por grandes empresas brasileiras e multinacionais. Instalada nas dependências do 36º Distrito Policial, o lugar se tornou um dos mais famosos centros de tortura do Brasil, junto ao Quartel da Polícia do Exército do Rio de Janeiro. O delegado da Polícia Civil Sérgio Paranhos Fleury logo adquiriu posição de destaque na estrutura da OBAN, dada a inexperiência dos militares nos ofícios propriamente policiais, abrindo mão da tortura sistemática e de execuções extrajudiciais durante as atividades repressivas.
Ciosa dos seus comandos e da hierarquia, a cúpula militar decidiu trazer para o seu âmbito o esforço policial de combate à guerrilha e repressão política em geral. Inspirado no modelo flexível da OBAN, foi criado em setembro de 1970 o sistema DOI-CODI. A nova sigla da repressão estava sob controle direto dos comandos de cada Exército ou região militar e podia se intercomunicar com os serviços de inteligência de cada força, que continuavam existentes e atuantes. O Destacamento de Operações e de Informações (DOI) era responsável pelas ações práticas de busca, apreensão e interrogatório de suspeitos, enquanto as funções do Centro de Operações de Defesa Interna (CODI) abrangiam a análise de informações, a coordenação dos diversos órgãos militares e o planejamento estratégico do combate aos grupos de esquerda. Em todas as capitais, os DEOPS se converteram em apêndices dos DOI-CODI, reduzidos quase somente ao cumprimento burocrático da formalização final dos processos judiciais a serem encaminhados às auditorias militares — a única exceção foi o DEOPS de São Paulo, que continuou ativo como órgão autônomo.
A tortura foi utilizada de forma sistemática para desmantelar as organizações revolucionárias, e frequentemente os militares abriam mão de incidentes e fugas forjadas para justificar as mortes sob tortura. A partir de 1971, o sistema repressivo passou a elaborar uma sofisticada técnica de desaparecimento. Os corpos dos militantes mortos eram incinerados, esquartejados ou sepultados como indigentes ou com nomes trocados, e organizava-se um aparato de contrainformação para despistar familiares. Para driblar o precário controle dos comandantes e agir sem prestar contas ao sistema oficial de repressão, diversas equipes de tortura também mantiveram centros clandestinos. Além disso, em 1969, em resposta direta aos grupos guerrilheiros, o regime proclamou os Atos Institucionais nº 13 e 14, que instituíam, respectivamente, o banimento e a pena de morte, e reformulou a Lei de Segurança Nacional, tipificando novos crimes e criando penas mais duras.
Os procedimentos repressivos se pautavam pela combinação da repressão militar — interrogatórios à base de tortura e de eventuais execuções sumárias — e rituais jurídicos para imputar culpa, dentro dos marcos da Lei de Segurança Nacional. Quando um militante era preso em operações policiais, ele não era colocado imediatamente sob tutela da autoridade judicial. Estas operações eram insidiosas, não havia mandado de busca ou de prisão e geralmente se davam em emboscadas que mais pareciam sequestros. Normalmente, a equipe que capturava o militante não era a mesma que o interrogava. Os chefes dos interrogadores eram oficiais superiores, enquanto os chefes dos captores geralmente eram militares subalternos de baixa patente. Os interrogatórios eram monitorados, gravados e registrados. Se sobrevivesse, o preso era entregue à autoridade policial para a abertura de inquérito, ao que se seguia a abertura de processo pela justiça militar.
Na medida em que se engajaram na luta armada, as organizações de esquerda passaram a enfrentar uma repressão cada vez mais coordenada, equipada e informada, o que trazia uma série de dificuldades para seus militantes. Os assaltos a agências bancárias e carros pagadores rendiam grandes quantias de dinheiro, mas que rapidamente se esgotava no sustento da estrutura clandestina. Para isso, era preciso alugar casas para a montagem de aparelhos que servissem de residência para militantes ou como local de reuniões e depósito de armamentos. As prisões inutilizavam os aparelhos, que podiam ser revelados pelos militantes que caíam nas mãos da repressão, de modo que novos aparelhos deveriam ser providenciados. As quantias arrecadas nos assaltos também decresceram, uma vez que as agências bancárias passaram a tomar a precaução de deixar o mínimo dentro dos cofres, e algumas ações rendiam menos do que o custo de sua preparação e execução. Depois de um tempo, o engajamento total na luta armada afastou militantes e simpatizantes por falta de aptidões pessoais ou disposição ideológica. Especialmente a partir do final de 1969, se fizeram sentir com mais nitidez os efeitos da recuperação da economia nacional com o início do chamado "milagre econômico", o que tornou ainda mais difícil recrutar militantes dispostos a lutar contra uma ditadura que gerava o desenvolvimento e reprimia duramente seus opositores.
Especialmente após o sequestro do embaixador norte-americano, a escalada repressiva trouxe baixas severas para a luta armada. Uma série de prisões de militantes acabaram levando ao paradeiro de importantes dirigentes das organizações revolucionárias. No dia 4 de novembro de 1969, Marighella foi assassinado em uma emboscada, e com a sua morte, se perderam uma série de contatos que ele havia estabelecido, bem como os recursos de diversas ações que deveriam ser utilizados na preparação da guerrilha rural. No início de 1970, dirigentes do MR-8, do PCBR e da VAR também foram atingidos pela repressão. A Ala Vermelha, diante da vaga repressiva, percebeu que o dinheiro obtido dos assaltos a bancos não compensava as despesas e outros problemas deles decorrentes e propôs o recuo da luta armada e uma reaproximação das massas. Os militantes descontentes com essa nova orientação formaram o Movimento Revolucionário Tiradentes (MRT), em São Paulo, e o Movimento Revolucionário Marxista (MRM), em Minas Gerais. Os grupos que não foram totalmente desarticulados buscaram a reorganização. O PCBR instituiu uma nova direção nacional e iniciou uma série de ações no Nordeste. O MR-8 também reconstituiu sua direção nacional e se beneficiou da incorporação de um grupo de estudantes secundaristas baianos liderados por Sérgio Landulfo Furtado e do ingresso de José Campos Barreto, o Zequinha, envolvido nas agitações grevistas de Osasco e que havia atuado na VPR e na VAR. A VPR, por sua vez, iniciara o treinamento guerrilheiro no Vale do Ribeira, sob a chefia de Carlos Lamarca. A ALN, após a morte de Marighella, passou ao comando de Joaquim Câmara Ferreira, que, buscando a unidade da esquerda revolucionária, entrou em contato com outras organizações para a realização de ações armadas em conjunto. Entre o final de 1970 e o início de 1971, ALN, MR-8, MRT e VPR realizaram algumas ações em conjunto, incluindo sequestros de diplomatas e assaltos bem sucedidos a carros pagadores e agências bancárias.
As últimas ações de grande envergadura realizadas pelos grupos armados foram os sequestros de diplomatas para a libertação de presos políticos. No dia 12 de março VPR, MRT e Resistência Democrática (REDE) se mobilizaram em uma ação para libertar Shizuo Ozawa, conhecido como Mário Japa. Membro da Coordenação Regional da VPR, ele conhecia o campo de treinamento guerrilheiro da organização e poderia revelar o paradeiro de Lamarca. Para libertá-lo, o grupo sequestrou Nobuo Okushi, cônsul do Japão em São Paulo. A lista de resgate contou com apenas cinco nomes, incluindo o de Mário Japa. O Governo Médici aceitou as exigências impostas pelos guerrilheiros, libertando os presos políticos e enviando-os ao México. Não obstante, em abril, os militares descobriram a localização do campo de treinamento guerrilheiro da VPR e o paradeiro de Lamarca. No dia 21, o Exército iniciou o cerco aos guerrilheiros no Vale da Ribeira. Os guerrilheiros, no entanto, foram bem sucedidos ao furar o cerco dos militares, travando combates nos quais saíram vitoriosos e chegando inclusive a fazer prisioneiros, chegando à cidade de São Paulo na noite do dia 31. Após a fuga, Lamarca ficou abrigado cinco meses em um aparelho providenciado por Joaquim Alencar de Seixas, do MRT. No dia 11 de julho, a ALN e a VPR capturaram o embaixador alemão Ehrenfried von Holleben. Durante a ação, o guarda de segurança Irlando de Souza Régis foi baleado e perdeu a vida. Mesmo assim, o governo Médici providenciou rapidamente a publicação do manifesto dos revolucionários na grande imprensa e a libertação de quarenta presos políticos, que foram enviados à Argélia. O último sequestro foi realizado pela VPR. No dia 7 de setembro, em uma ação comandada diretamente por Lamarca, o grupo raptou o embaixador suíço Giovanni Enrico Bucher, exigindo a libertação de setenta presos políticos. Dessa vez, porém, o governo Médici decidiu mudar de orientação, recusando vários nomes da lista original, em especial aqueles presos sob acusação ou condenação por homicídio, condenados à prisão perpétua e que haviam participado nos sequestros anteriores. A atitude imprevista obrigou os guerrilheiros a propor nomes substitutivos, alguns dos quais também rejeitados. As negociações duraram quarenta dias e se arrastaram através de canais sigilosos, enquanto os órgãos policiais empreendiam uma grande investigação para localizar Lamarca e os demais guerrilheiros que guardavam o embaixador Bucher. No fim, chegou-se a um acordo quanto aos setenta presos políticos a serem libertados, que foram enviados ao Chile em troca da liberdade de Bucher.
Após o sequestro do embaixador suíço, as organizações armadas começaram a passar por dificuldades cada vez mais sérias. Em 1971, quase todas as organizações armadas foram desarticuladas pela repressão e seus dirigentes presos ou mortos. A ALN ainda conseguiu sustentar a guerrilha até 1973, passando por cisões que deram origem ao Movimento de Libertação Popular (MOLIPO) e a Tendência Leninista (TL). Nessa última fase da luta armada, com as organizações destroçadas, militantes presos, mortos, exilados ou desaparecidos, e sem nenhuma perspectiva de recrutar novos quadros, as ações armadas tornaram-se um meio desesperado de sobrevivência dos militantes e organizações ainda engajados na guerrilha. Com a crescente marginalização social dos grupos armados, já no início de 1970, os militantes viviam um dilema entre abandonar suas organizações e serem tachados de "traidores" ou permanecer na luta armada para enfrentar quase que fatalmente a prisão ou a morte. Quando o general Ernesto Geisel tomou posse da Presidência da República em março de 1974, a guerrilha urbana já havia sido extinta, ao custo de centenas de presos, mortos, exilados e desaparecidos.

### Guerrilha do Araguaia e desarticulação total da luta armada
Uma vez dizimadas as organizações revolucionárias urbanas, houve pelo menos uma tentativa de desencadear a guerrilha rural antes da desarticulação total da luta armada. O PCdoB, que tinha optado o não envolvimento nas ações armadas urbanas, não foi tão atingido pela repressão e teve melhores condições para preparar e deflagrar a guerrilha no campo. A região escolhida pelo partido para iniciar a luta armada no campo foi a região do rio Araguaia, no sul do Pará. Desde 1966 o PCdoB já tinha militantes vivendo na região. A partir de 1967, novos militantes foram chegando ao local, geralmente membros do partido bastante procurados pela polícia, em razão de sua vinculação ao movimento estudantil. No início de 1972, pouco mais de sessenta militantes do PCdoB estavam instalados na região, incluindo boa parte do Comitê Central e da Comissão Executiva do partido. A guerrilha era dirigida por uma comissão militar, que coordenada três destacamentos, cada qual com seu comandante e contando com cerca de 21 integrantes. Cada destacamento subdividia-se em três grupos de militantes, dentre os quais, um chefe e um subchefe para cada grupo. As normas disciplinares e de segurança procuravam ser rígidas, de modo que os guerrilheiros só conheciam os companheiros de seu próprio destacamento, ignorando as atividades dos demais. A preparação da guerrilha não era conhecida pela população do Araguaia. Os guerrilheiros assentavam-se como moradores comuns, que procuravam ser solícitos e solidários com os vizinhos. Como se tratava de uma região de povoamento recente, era comum a chegada de novos habitantes. O baixo nível de conflitos sociais e a escassa presença policial facilitou o trabalho dos militantes, que se integraram ao cotidiano dos demais trabalhadores rurais sem desenvolver atividades políticas. Eventualmente, os militantes desenvolveram algumas atividades assistenciais, como o atendimento médico e sanitário aos moradores do local.
A guerrilha estava prestes a ser iniciada quando a presença do PCdoB naquela área foi descoberta pelos órgãos repressivos. O fato obrigou os guerrilheiros a antecipar um pouco seus planos, deflagrando a guerrilha imediatamente. O Exército levou quase dois anos e três campanhas militares para derrotar a guerrilha. A primeira delas, de abril a junho de 1972, envolveu milhares de homens, na maioria recrutas comuns, e não conseguiu dar cabo da guerrilha. Os guerrilheiros infligiram algumas baixas aos militares e pânico entre as tropas, o que lhes valeu uma vitória moral e obrigou as Forças Armadas a recuarem. Uma segunda campanha ocorreu entre setembro e outubro daquele mesmo ano, porém, também não foi bem sucedida. Entre abril e outubro, os militares infligiram apenas dezoito baixas entre os guerrilheiros. As ações militares da guerrilha, que contavam com poucas e velhas armas, foram escassas e em geral defensivas. O trabalho político dos guerrilheiros iniciou-se apenas a partir do final de 1972, após a derrota da segunda campanha do Exército. Os guerrilheiros fundaram vários núcleos da União pela Liberdade e pelos Direitos do Povo (ULDP), que elaborou um programa bastante moderado propondo reformas sociais democráticas para resolver os problemas enfrentados pela população local. Entretanto, os guerrilheiros não tiveram muito tempo para aprofundar o trabalho político, ainda que tenham conseguido alguma participação popular na ULDP e algumas poucas adesões à guerrilha.
Após o fracasso da segunda campanha, os militares trataram de recuar taticamente e elaboraram uma nova estratégia para o cerco e aniquilamento definitivo da guerrilha, trocando o alto contingente de recrutas por um número menor e mais eficaz de soldados experientes, armados e treinados especialmente para combater os guerrilheiros, incrementando a tática de levar para a população da região alguns serviços assistenciais em paralelo com a atividade repressiva. Entre o final de 1972 e o início de 1973, a repressão atingiu profundamente a estrutura do PCdoB nas cidades, com várias prisões e as mortes de quatro membros do Comitê Central, três dos quais da Comissão Executiva. A guerrilha foi isolada dos seus contatos na cidade, tornando-se completamente autônoma. Em outubro de 1973, o Exército desfechou a terceira e última campanha militar de cerco e aniquilamento dos guerrilheiros, obtendo, desta vez, sucessivas vitórias. Até o final do ano, o Exército destruiu a comissão militar, órgão que, instalado no meio da selva, dirigia as atividades guerrilheiras. Os sobreviventes dispersaram-se pela mata, formando cinco grupos independentes de cinco guerrilheiros cada, que foram caçados e abatidos pelos militares. Até meados de 1974, todos os guerrilheiros que atuavam no Araguaia foram mortos e desaparecidos. Foi o fim definitivo da luta armada no Brasil.
A guerrilha do Araguaia foi abafada e escondida pelos militares e a censura total dos meios de comunicação impediu que fossem divulgadas notícias sobre o que acontecia na região. As únicas exceções foram o furo do jornal O Estado de São Paulo, a 24 de setembro de 1972, e uma reportagem do Jornal da Tarde, publicada no dia seguinte, com extensas reportagens sobre a segunda campanha do Exército no Araguaia. Depois disso, somente a partir de 1978, já durante o processo de abertura política, é que os jornais e revistas começaram a investigar a guerrilha do Araguaia e a recuperá-la como fato histórico.

### Apoio externo
Alguns grupos guerrilheiros chegaram a contar com o apoio externo chinês e cubano. Às vésperas do golpe, em 29 de março de 1964, dez militantes do PCdoB foram à China para a realização de um curso político-militar. Até 1966, mais dos grupos do partido fariam este curso. Entre esses militantes, estavam Osvaldo Orlando da Costa (Osvaldão), João Carlos Haas Sobrinho, André Grabois, José Humberto Bronca e Paulo Mendes Rodrigues, que em 1967 se fixaram às margens do rio Araguaia para iniciar a guerrilha rural. A AP, após o abandono do foquismo e a adesão ao maoísmo em 1967, também teve militantes fazendo treinamento político-militar na China.

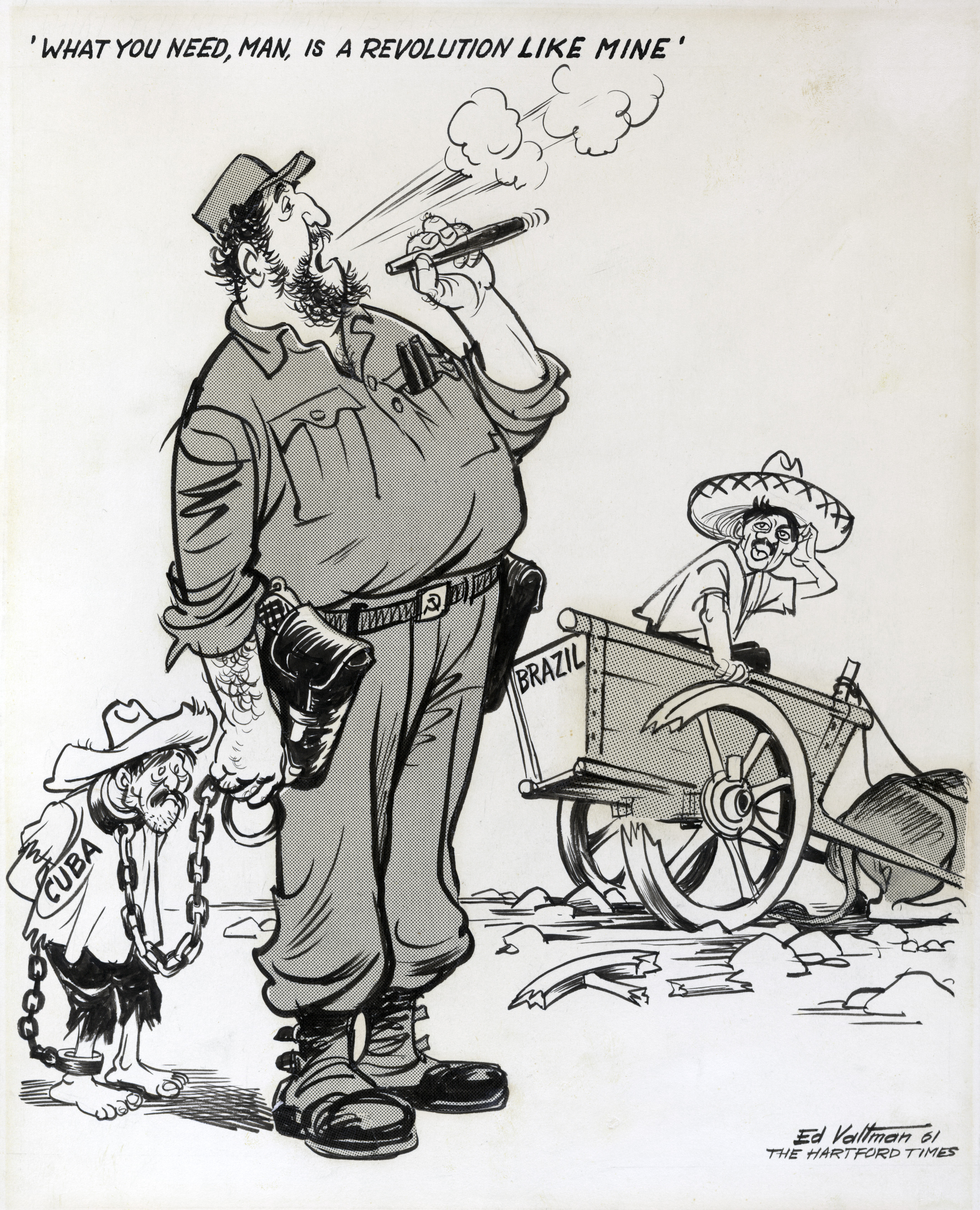
"Homem, o que você precisa é de uma revolução como a minha": Fidel Castro aconselhando o Brasil, enquanto oculta Cuba acorrentada. Charge anticomunista de Edmund S. Valtman.

Cuba, por sua vez, apoiou concretamente os brasileiros em três momentos distintos. O primeiro foi no momento anterior ao golpe militar, no qual as Ligas Camponesas de Francisco Julião contaram com o apoio financeiro de Cuba. Instaurada a ditadura e desarticuladas as Ligas, o apoio cubano foi deslocado para o Movimento Nacionalista Revolucionário (MNR). Após a desarticulação da guerrilha do Caparaó antes mesmo de seu início, o apoio cubano passou para a ANL. A partir de 1967, Carlos Marighella surgiu para os cubanos como o principal nome da revolução brasileira. Daí até o início de 1970, cuba treinou guerrilheiros não só da ALN, mas também da VPR e do MR-8, embora tenha considerado a organização de Marighella a mais apta para desencadear a luta armada no Brasil. Marighella se fez presente na conferência que deu origem à Organização Latino-Americana de Solidariedade (OLAS), entre 31 de julho e 10 de agosto de 1967, fato que marcou sua ruptura com o PCB, e logo depois da formação da OLAS, militantes ligados à Marighella chegavam em Cuba para realizar o treinamento político-militar. As relações de Marighella e da ALN com Cuba, no entanto, não se davam sem tensões e conflitos. Apesar de bem recebido, o apoio, para Marighella, não respaldava a ingerência do governo cubano nos rumos da revolução brasileira. Marighella e a ALN consideravam que o apoio cubano não deveria levar à perda da autonomia da organização, à entrega da direção guerrilheira ou à subserviência.
Para a direita e os militares, o apoio externo às guerrilhas seria uma prova da ingerência do comunismo internacional nos rumos da política interna do país. Para as organizações de esquerda alinhadas ao foquismo e ao maoísmo, no entanto, o apoio cubano ou chinês representava legitimação e status.

## Anistia, reparação e justiça
Durante a abertura política, os revolucionários que não haviam sido mortos e desaparecidos se encontravam dispersos nas prisões e no exílio. Especialmente os militantes exilados encamparam sucessivas campanhas de denúncia contra a ditadura, expondo o uso sistemático da tortura para fins repressivos e ganhando a atenção da opinião pública internacional. Naquela altura, a maior parte dos militantes já havia abandonado a perspectiva do enfrentamento armado. A partir de 1975, foi iniciada uma campanha pela anistia, impulsionada pelo Movimento Feminino pela Anistia (MFPA) liderado por Therezinha Zerbini. A campanha logo encontrou repercussão entre os brasileiros exilados no exterior, onde se formaram mais de trinta comitês de luta pela anistia. O movimento ganhou força com a fundação, em fevereiro de 1978, do Comitê Brasileiro pela Anistia (CBA), que tinha a proposta de articular a luta pela anistia com a democratização geral da sociedade. Em novembro do mesmo ano, foi realizado o Congresso pela Anistia, dando consistência às reivindicações da campanha, que exigia uma anistia "ampla, geral e irrestrita", além de punição para os torturadores, informações sobre os desaparecidos e incorporavam a luta pelas liberdades democráticas e pela justiça social. A campanha conseguiu aglutinar a oposição ao regime, incluindo os ex-guerrilheiros, e se inseria em um contexto maior de mobilizações contra a ditadura militar que ocorreram a partir de 1977.
Em 1979, a campanha pela anistia atingiu seu ponto alto, realizando diversos comícios e conseguindo espaço na imprensa. Em junho, em resposta às pressões das ruas, o governo enviou seu projeto ao Congresso, iniciando o debate parlamentar para regulamentar uma lei de anistia. O governo, porém, preparava uma anistia parcial, que excluísse os guerrilheiros. Em meio à campanha e aos debates parlamentares, os presos políticos iniciaram em julho de 1979 uma greve de fome, denunciando o caráter excludente do projeto apresentado pelo governo e reivindicando uma anistia ampla, geral e irrestrita. Uma vez enviado ao Congresso, formou-se uma comissão mista de parlamentares para discutir o projeto. O presidente da comissão era o senador Teotônio Vilela, do MDB de Alagoas, que se mostrou favorável aos presos. A relatoria da comissão, porém, coube ao deputado paraibano Ernani Satyro, da ARENA, o que redundou na elaboração de um projeto substitutivo que confirmava a anistia restrita e parcial proposta pelo governo e rejeitava as alternativas mais amplas. Para evitar a aprovação deste substitutivo que não contemplava as reivindicações do movimento pela anistia, boa parte do MDB decidiu apoiar uma emenda substitutiva de Djalma Marinho, da ARENA do Rio Grande do Norte, que ampliava o projeto do governo, tornando a anistia irrestrita, embora a estendesse aos torturadores. Em votação nominal no Congresso, a emenda perdeu por apenas quatro votos. O voto de liderança confirmou o substitutivo de Ernani Satyro, sancionado pelo presidente João Figueiredo.
A Lei da Anistia aprovada pelo governo anunciava a anistia aos que "cometeram crimes políticos ou conexo com estes", incluindo aos torturadores e agentes da repressão, embora deixasse de fora os militantes da luta armada acusados de homicídio. Estes, porém, acabaram sendo libertados através de outros recursos jurídicos, como revisões de pena e indultos. Por outro lado, a anistia coincidiu com a recomposição do ambiente político e do sistema partidário, dentro do qual setores antes perseguidos pela ditadura puderam se acomodar e voltar a exercer uma militância mais ou menos tolerada. Assim, o tema da justiça ficou em suspenso, e a prioridade das esquerdas era a derrubada da ditadura e o fortalecimento dos movimentos sociais que emergiam naquele cenário político.
A violência do Estado durante a ditadura militar, no entanto, provocou traumas que penetraram na sociedade e deixaram em segundo plano as tensões causadas pela própria guerrilha de esquerda. Mesmo aqueles que não tinham simpatia pela esquerda em armas choraram-se quando os relatos dos sobreviventes da tortura começaram a aparecer durante o processo de transição democrática.
Desde 1995, o Estado brasileiro adotou uma política de reparação aos atingidos pela repressão, porém, sem aprofundar suas políticas de justiça e memória. A Comissão Especial sobre Mortos e Desaparecidos (CEMDP), criada durante o governo de Fernando Henrique Cardoso e subordinada ao Ministério da Justiça, reconheceu a responsabilidade do Estado brasileiro nos atos de repressão arbitrários que resultaram em mortes e desaparecimentos. Desde então, abriu-se a possibilidade de uma ampla revisão dos processos de anistia para corrigir eventuais injustiças e omissões. Até 2009, dos 62 mil pedidos de revisão, 38 mil tinham sido julgados, 23 mil deferidos e 10 mil tiveram direito à reparação econômica. Em abril de 2010, a Ordem dos Advogados do Brasil (OAB) realizou um pedido de revisão da Lei de Anistia, negado pelo Supremo Tribunal Federal (STF), sob o argumento de que essa seria uma tarefa do Legislativo. Em 2012, durante o governo de Dilma Rousseff, foi instituída a Comissão Nacional da Verdade (CNV), que buscou esclarecer o paradeiro dos desaparecidos e as cadeias de responsabilidades nos casos de violações de direitos humanos entre 1946 e 1988, ainda que sem poder de punição. Seus trabalhos foram acompanhados por dezenas de comissões regionais e institucionais complementares.

## Legado e memória
Na segunda metade da década de 1970, cresciam os movimentos de oposição e mesmo parte da elite econômica rompia com a ditadura, criticando a ingerência estatal na economia e a burocracia do regime. Assim, lideranças liberais, políticas e empresariais adensaram um discurso oposicionista e crítico ao regime, chegando a incorporar inclusive elementos do discurso da esquerda moderada, que não advogava a luta armada e nem a radicalização dos movimentos sociais. A partir dessa convergência, criou-se uma memória sobre a ditadura militar que se tornou hegemônica, incorporando elementos do liberalismo e da crítica de esquerda. Nesse discurso, responsabilizam o radicalismo dos reformistas de esquerda como responsável pela queda de João Goulart, e, igualmente, condenam a linha dura militar e os movimentos guerrilheiros de esquerda, culpabilizando-os pela crise que fez o país mergulhar nos chamados "anos de chumbo". Ao rejeitar os radicalismos de direita e esquerda, essa memória atribuiu responsabilidades morais idênticas para atores politicamente assimétricos, motivados por valores totalmente diferentes, ao mesmo tempo em que construiu um espaço político que incorporou desde setores moderados das Forças Armadas até militantes da esquerda não armada. Essa memória colocou a censura, a tortura e a falta de liberdades civis como consequências do fechamento do regime após o pronunciamento do AI-5, em 1968, considerada como uma resposta da linha dura aos movimentos radicalizados de esquerda e que acabou por vitimar a sociedade civil como um todo. A condenação da linha dura militar e da guerrilha foi o cerne dessa memória que pretendeu reconciliar o Brasil pós-ditadura.
Em que pese a incorporação de elementos importantes da cultura de esquerda, a memória hegemônica sobre a ditadura foi construída fundamentalmente sobre bases liberais, tendendo a privilegiar a estabilidade institucional e criticar as alternativas radicais e extrainstitucionais. Ao mesmo tempo em que condenava politicamente os militares da linha dura e os guerrilheiros pelos seus "excessos", também os absolvia, numa tentativa de aplacar as diferenças ideológicas e apagar os traumas gerados pela violência política, propiciando a reconstrução de um espaço político conciliatório e moderado. Essa memória foi institucionalizada pela Lei de Anistia de 1979, que anistiou não somente os presos políticos, mas também seus torturadores. Fruto de uma longa transição tutelada pelos militares, com grande controle sobre o sistema político e altamente institucionalizada, a Lei de Anistia foi negociada sobretudo entre os setores da oposição liberal e moderada, que neutralizou as demandas por justiça da esquerda atingida diretamente pela repressão.
No entanto, até mesmo a literatura de testemunho, frequentemente escrita por ex-guerrilheiros e que abundou entre o final da década de 1970 e o início da década de 1980, serviu para solidificar a memória hegemônica em muitos casos, fazendo uma autocrítica explícita ou velada à luta armada, considerando-a enquanto um capítulo necessário, porém superado, da oposição ao regime militar. Destacam-se, nesse sentido, os livros Em câmara lenta (1977), de Renato Tapajós, e O Que É Isso, Companheiro? (1979), de Fernando Gabeira. Nesses livros, a denúncia da tortura aparece como pedra angular sobre a qual se constrói a memória dos ex-guerrilheiros sobre a ditadura militar. O tema da tortura causou grande impacto na opinião pública especialmente após o lançamento do livro Brasil: Nunca Mais, coordenado pelo cardeal Dom Paulo Evaristo Arns e que, pela primeira vez, revelava de maneira sistemática, detalhada e documentada o mecanismo de repressão no Brasil e as formas de tortura que se praticavam contra os presos. Tal documentação fora retirada, clandestinamente, dos arquivos do Supremo Tribunal Militar (STM). Esses documentos, por sua vez, chancelaram o testemunho dos torturados, dados aos tribunais de apelação e levados em conta pelos juízes para atenuar as penas.
Os militares, diante da pressão para apurar os crimes de tortura, sequestros e assassinatos, procuraram se apoiar na Lei da Anistia, que anistiou os crimes da esquerda e da repressão, chamados de "conexos" ou reativos. Para os militares, qualquer esforço de trazer à tona o que efetivamente ocorreu durante a repressão aos grupos da esquerda armada e moderada representaria uma violação ao próprio princípio da anistia, entendida como um esquecimento recíproco, e a denúncia da impunidade por parte dos militantes de direitos humanos é contraposta pelos militares como "revanchismo" daqueles que foram derrotados. Como resposta à narrativa dos militantes de esquerda, os militares também decidiram expor a sua visão dos acontecimentos. Logo após o lançamento de Brasil: Nunca Mais, Leônidas Pires Gonçalves, então Ministro do Exército, encarregou o Centro de Informações do Exército (CIE) de elaborar uma resposta, a qual daria origem ao Projeto Orvil. O resultado ficou pronto no final de 1987, constituindo uma densa obra de mais de novecentas páginas sobre as várias "tentativas de tomada do poder" pelos comunistas no Brasil. No entanto, o então presidente José Sarney não autorizou sua publicação, permanecendo o projeto na clandestinidade até a publicação de alguns de seus fragmentos na internet pelo grupo de direita Terrorismo Nunca Mais (TERNUMA). No entanto, outras respostas às narrativas da esquerda chegaram a ser publicadas por ex-agentes da repressão, como os livros Brasil Sempre (1986), de Marco Pollo Giordani, e Rompendo o Silêncio (1987) de Carlos Alberto Brilhante Ustra. Quase vinte anos após o lançamento de seu primeiro livro, Ustra publicou A Verdade Sufocada (2006), mais extenso que o primeiro e que trazia uma análise mais detalhada da atuação das esquerdas, voltando à Intentona Comunista de 1935, mas detendo-se sobretudo nos grupos armados que atuaram nas décadas de 1960 e 1970, embasando-se em documentos da própria repressão.
A narrativa dos militares, de maneira geral, reproduziu a versão oficial sobre a existência de um suposto perigo comunista que rondava o Brasil entre 1935 e 1974, reiterando elementos da Doutrina de Segurança Nacional e da ideologia da Guerra Fria. Em alguns casos, como nas obras de Ustra, essas narrativas são permeadas por uma ideia geral de que faltou à sociedade civil o necessário reconhecimento diante daqueles que "combateram o terrorismo", demonstrando a inconformidade dos militares perante a memória das vítimas e de seus familiares que ganhava espaço e exigia que do Estado o reconhecimento de sua responsabilidade no desaparecimento e morte de diversas pessoas durante a ditadura. O uso da tortura, se não foi negado, foi explicado como necessário para combater as guerrilhas, se constituindo em "excessos" individuais que fugiam ao controle das hierarquias. Somente em setembro de 2014 que as Forças Armadas admitiram oficialmente que possa ter havido tortura e assassinatos durante a ditadura, em um documento em resposta à Comissão Nacional da Verdade, mas sem admitir que a tortura possa ter sido usada de modo sistemático pelo aparelho repressivo.